# 1846
Cette page concerne l'année 1846 (MDCCCXLVI en chiffres romains) du calendrier grégorien.
L'année 1846 est une année commune qui commence un jeudi.

## Événements

### Afrique
- 23 janvier : abolition de l’esclavage en Tunisie[1].

- Mars :
  - bataille de Kousséri[2]. Le sultan du Ouadaï, Mohammed Chérif, envahit le Bornou pour soutenir son souverain légitime, Ibrahim, sultan de Gasr Eggomo (Ngazargamu). Battu à Kousséri, le sultan du Bornou Omar, fils d’El-Kanemi, doit acheter son retrait. Sa capitale, Kouka, est pillée. Dès que les troupes du Ouadaï se sont retirées, Omar attaque le sultan Ibrahim et le fait exécuter. Il est alors proclamé sultan et Kouka devient la capitale du Bornou, qui redevient un État prospère et puissant. Plusieurs explorateurs allemands (Barth, Overweg, Vogel, Rohlfs et Nachtigal) sont reçus à Kouka[3].
  - début de la septième guerre cafre, dite « guerre de la Hache » entre colons d’Afrique du Sud et Xhosa[4].

- 8 juin : bataille de Gwanga ; les Britanniques défont les Xhosas en Afrique du Sud[5].
- 26 juillet : traité d’alliance entre le roi des Swazis Mswati et les Boers du Transvaal contre la menace zouloue[6].

- 26 août, Derna : Muhammad ibn 'Ali al-Sanusi, après avoir fondé la zawiya de El-Bayda, en Tripolitaine, se rend à la Mecque pour un second séjour (1846-1853)[7]. Convaincu de l’opportunité d’une renaissance religieuse et intellectuelle, il pose le problème de la relation entre islam et modernité occidentale.

- 5 novembre-30 décembre : voyage d’Ahmed Bey en France. Il est à Paris le 23 novembre[8]. Le bey de Tunis Ahmed Ier Bey choisit l’alliance avec la France au détriment de la Grande-Bretagne. L’influence française ne cesse de se développer.
- 3 décembre, Saint-Louis : Anne Raffenel tente une expédition vers le Niger, avec pour objectif de traverser l’Afrique dans toute sa largeur. Elle est bloquée par le roi Bambara du Kaarta qui la retient pendant quatre mois avant de la renvoyer au Sénégal après l’avoir dépouillée[9].

- Début du règne d’Abd el-Kader, successeur d’Ousmane Bourkoumanda, mbang du Baguirmi (fin en 1858)[10]. Il s’efforce sans succès de libérer le Baguirmi du tribut versé au Ouadaï.

- Les ports de Massaoua et de Suakin en Éthiopie sont loués par la Turquie à Mohamed Ali, bail renouvelé en 1856, ce qui lui permet de contrôler le commerce en mer Rouge[11].

### Amérique
- 5 janvier : le comité des Affaires étrangères de la Chambre des représentants des États-Unis passe une résolution pour cesser de partager le territoire de l'Oregon avec le Royaume-Uni[12] (712 500 km2).
- 8 février, grande guerre : la Légion italienne de Giuseppe Garibaldi est victorieuse des forces de la Confédération et des Blancos à la bataille de San Antonio, en Uruguay[13].

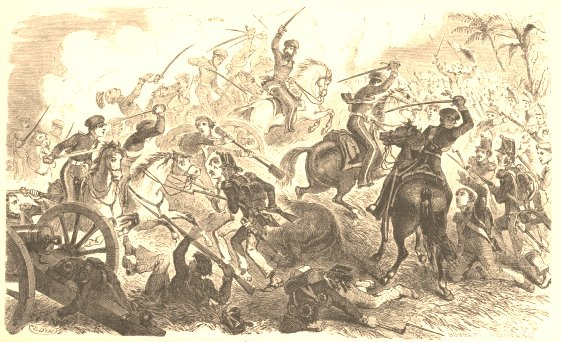
9 mai : bataille du Resaca de la Palma.

- 13 mai : le Congrès des États-Unis déclare la guerre au Mexique[14]. Le conflit est déclenché par les indemnités que réclament au gouvernement mexicain des citoyens américains et le désir des États-Unis d’acquérir la Californie (fin en 1848). Le Congrès autorise la levée de 50 000 hommes et un crédit de 10 millions de dollars (174 voix contre 14).

- 14-15 juin : Bear Flag Revolt. Les colons américains montent un coup d'État à Sonoma. La république de Californie est proclamée[15]. Le 18 juin, le capitaine Frémont déclare la guerre au Mexique[16].
- 15 juin : le traité de l'Oregon établit la frontière entre le Canada et les États-Unis au 49e parallèle[17].

- 7 juillet, Monterey : proclamation du commodore John Drake Sloat. Occupation de la Californie par les États-Unis au détriment du Mexique[16].

- 18 août : le Sugar Duties Act, décret du Royaume-Uni, prend force de loi[18]. Il supprime le monopole des Antilles britanniques sur le sucre et abaisse massivement les droits sur les sucres provenant des pays esclavagistes. Il entraîne un besoin accru de main-d’œuvre esclave dans les plantations du Sud des États-Unis et de Cuba, et la recrudescence de la traite et la dépopulation du continent africain.

- 7 septembre : soulèvement d’Ezequiel Zamora à Guambra[19]. Début de la révolte des caudillos libéraux au Venezuela, qui rassemble des péons, des esclaves et des affranchis contre la législation agricole (loi de crédit préjudiciables aux planteurs et réglementation répressive du travail), et contre l’établissement de la grande propriété privée et de l’autorité nationale sur les plaines. Le soulèvement sera écrasé en 1847.

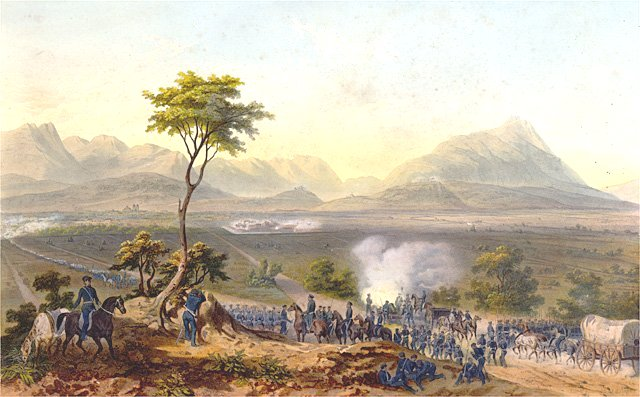
Septembre : marche des troupes américaines sur Monterrey.

- 20 septembre : les Mexicains se soulèvent à Los Angeles et forcent la garnison américaine de la ville à se rendre. Le général Stephen Kearny arrive en renfort et reprend la ville le 10 janvier 1847 après une bataille sanglante[16].
- 21 - 24 septembre : le général Zachary Taylor prend Monterrey[20].

- 12 décembre, Bogota : signature du traité Mallarino-Bidlack, traité de paix, d’amitié, de commerce et de navigation entre la république de Nouvelle-Grenade (aujourd'hui la Colombie et le Panama) et les États-Unis[21].
- 28 décembre : l’Iowa devient le 29e État de l’Union américaine[22].

- Fondation des bases de l'Associated Press, agence de presse, par cinq journaux new-yorkais sous la forme d'une coopérative. Leur but était de mutualiser les coûts de l'acheminement des nouvelles. D'abord depuis le sud des États-Unis pendant la Guerre américano-mexicaine (1846-1848), puis depuis l'Europe.

### Asie et Pacifique

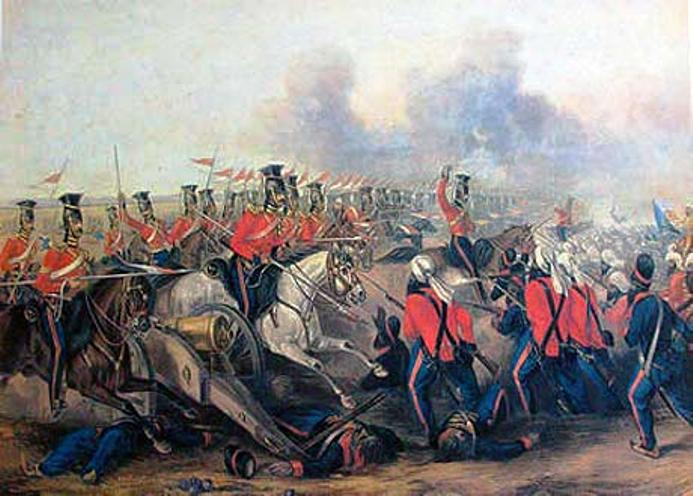
28 janvier : bataille d’Aliwal.

- 28 janvier : bataille d’Aliwal ; défaite des Sikhs face aux Britanniques[23].
- 29 janvier : les pères lazaristes français Évariste Huc et Joseph Gabet, déguisés en lamas chinois, atteignent Lhassa au Tibet après presque deux ans de voyage à travers la Chine, le désert de Gobi, la Mongolie et le Tibet du Nord-Est. Ils sont finalement expulsés[24].

- 10 février : les Sikhs sont vaincus à bataille de Sobraon, sur la rivière Sutlej[23]. Les Britanniques occupent Lahore et annexent les territoires à l’est de la Sutlej, et les districts des montagnes.
- 20 février : édit de tolérance en faveur du christianisme en Chine obtenu par le plénipotentiaire français Lagrené[25].

- 16 mars : traité d’Amritsar. Les Britanniques vendent le Cachemire pour un million de £ à un officier sikh, Goulab Singh[26].
- 27 mars : le père Forcade est nommé vicaire apostolique du Japon[27].

- 10 avril (vendredi saint) : une querelle entre catholiques romains et chrétiens orthodoxes fait plus de 40 morts au Saint-Sépulcre à Jérusalem[28].

- 2 mai et 6 juin : intervention de navires français commandés par le commandant Auguste Guérin et l’amiral Cécille dans les îles Ryūkyū pour établir des relations commerciales[29]. Le père Leturdu remplace Forcade à Naha. Le daimyo de Satsuma (préfecture de Kagoshima) décide d’ouvrir son fief au monde extérieur sans le consentement du shogun[30].
- 10 mai et 30 mai : combats de Papenoo et de Punaauia[31].

- 19 juillet : le commodore américain James Biddle accoste avec deux navires de guerre à l’entrée de la baie d’Edo mais échoue à établir des relations diplomatiques et commerciales entre le Japon et les États-Unis[32].
- 28-29 juillet : l’amiral Cécille jette l’ancre à Nagazaki avec trois navires mais ne peut pas accoster[33].

- 16 septembre, Népal : Jang Bahadur, un chef militaire probritannique, de la famille des Rânâ, prend le contrôle du gouvernement[34]. La fonction de Premier ministre devient héréditaire, le roi disposant de prérogatives de plus en plus limitées. Les Rana mènent une politique constamment favorable aux Britanniques, en faveur desquels ils prendront position durant la révolte indienne de 1857 à 1859 et durant les deux guerres mondiales.

- 17 novembre[35] : Pagan Min succède à son père Tharrawaddy Min comme roi de Birmanie.

- 17 décembre : prise de Fatahua, dernier refuge des rebelles tahitiens[36]. Les chefs de la révolte tahitienne se soumettent le 24 décembre. Le 6 février 1847, la reine Pomare IV rentre à Papeete et le lendemain est rétablie dans ses droits dans le cadre du protectorat français par le gouverneur Bruat[37].
- 18 décembre, Insulinde : l’île de Labuan est cédée aux Britanniques par le sultan de Brunei[38]. L’île constituera une base navale britannique.

- Répression par les Russes de la révolte du khan kazakh de la Horde médiane Kenisarï Qasimov qui se réfugie au Kirghizistan où il est tué dans un combat contre le Khan de Kokand en 1847. La domination russe sur le Kazakhstan se renforce[39].

### Europe
- Janvier : fondation à Kiev de la Confrérie de Cyrille et Méthode, qui préconise l’abolition du servage et un fédéralisme slave donnant une place à l’Ukraine[40]. Ses membres, dont le poète Chevtchenko et l’historien Kostomarov sont arrêtés dès le 5 avril 1847[41].

- 10 février - 5 avril : crise ministérielle en Espagne. Échec de Narvaez, qui s’exile en France[42].

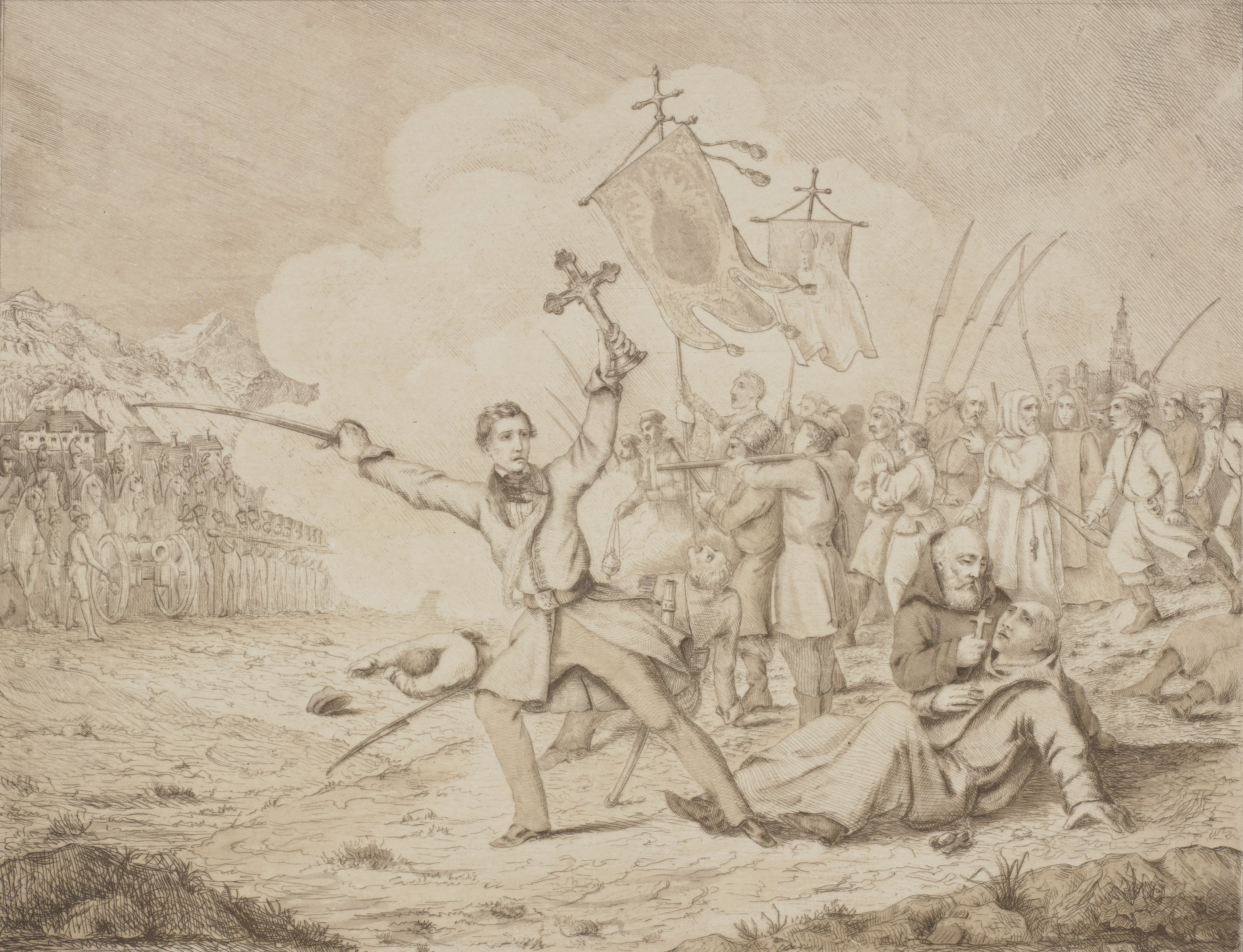
27 février : mort du révolutionnaire Edward Dembowski à Cracovie.

- Nuit du 21 au 22 février : soulèvement de Cracovie. début d’une nouvelle insurrection en Pologne[43],[44].
- 25 février (13 février du calendrier julien) : nouveau statut des villes en Russie, dû à Milioutine, peu appliqué[45].

- 4 mars : Cracovie est occupée par l’armée autrichienne[44].
- 13 mars : Ballinglass Incident. Expulsion de villageois irlandais pendant la Grande famine en Irlande (1845-1849)[46].

- 14 avril : visite à Toulon du grand-duc Constantin, second fils de l’empereur de Russie Nicolas Ier[47].
- Avril - mai : révolte de la « Maria da Fonte » au Portugal, difficilement réprimée par José Cabral[48].

- 18 mai, Portugal : la reine Marie II de Portugal renvoie le septembriste Cabral ; un gouvernement d’apaisement est formé par Palmela[49].

- 25 mai : Louis-Napoléon Bonaparte s’évade du fort de Ham (Somme), déguisé en ouvrier, et se rend à Londres[50].

- Mai-septembre : sécheresse excessive en Europe occidentale[51].
- 16 juin : début du pontificat de Pie IX (fin en 1878)[52].
- 25 juin, Royaume-Uni : Importation Act. Abolition des lois protectionnistes sur le blé (Anti Corn Law League) par Robert Peel, grâce à la croisade menée par Richard Cobden. L’importation de blé devient libre[53].
- 30 juin : Disraeli provoque la chute du Premier ministre conservateur sir Robert Peel en s’opposant à sa politique de libre-échange[54]. Début du ministère whig de lord John Russell, Premier ministre du Royaume-Uni (fin en 1852). Retour de Palmerston aux affaires étrangères (Foreign Office)[55].

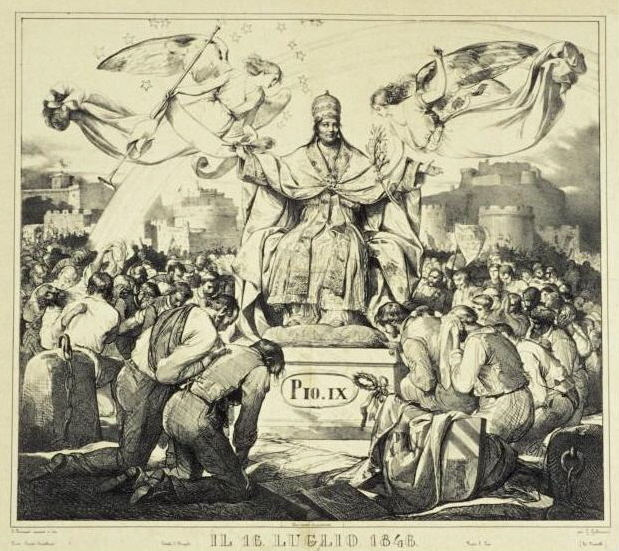
16 juillet : Pie IX amnistie tous les prisonniers politiques. Allégorie du 16 juillet 1846 : triomphe de Pie IX
À chaque pas du nouveau pontife dans sa voie nouvelle ; chaque fois qu'il paraissait en public, la foule accourait et l'accueillait avec les plus expansifs témoignages de satisfaction et de reconnaissance : Coraggio, Santo-Padre ! s'écriait tout un peuple. Et aux acclamations populaires romaines se joignirent bientôt les acclamations parlementaires européennes : Courage, Saint-Père ! dit aussi M. Thiers à la tribune française.Guizot

- 1er août[56] : élections législatives en France qui donnent une large victoire aux conservateurs[57]. Le centre conservateur au pouvoir remporte les législatives avec 290 sièges. Les libéraux obtiennent 140 sièges, les extrêmes 28.

- 14 septembre : proclamation de Charles de Bourbon à Bourges[58] ; le même jour, il fausse compagnie aux gendarmes qui l’escortent et se réfugie en Angleterre[59]. Début de la seconde guerre carliste (1846-1849) : soulèvement au Pays basque et en Catalogne conduit par le second don Carlos, Charles VI Louis, fils aîné du premier.

- 5-6 octobre, Portugal : Emboscada. La reine appelle au pouvoir le chartiste Saldanha[60].

- 9 octobre : révolte de la Patuleia ; une junte de gouvernement provisoire se constitue à Porto[60]. L’opposition libérale portugaise prend les armes mais est écrasée à Porto après huit mois de guerre civile par les Britanniques et les Espagnols.
- 10 octobre : « mariages espagnols » ; à Madrid, la reine Isabelle II épouse son cousin François d'Assise de Bourbon, duc de Cadix, tandis que sa sœur épouse le duc de Montpensier, benjamin des fils de Louis-Philippe Ier, roi des Français[59].

- 9 novembre : l’encyclique Qui Pluribus condamne le libéralisme[61].
- 16 novembre : l’Autriche annexe la Ville libre de Cracovie[44]. Échec de la République libre polonaise. Le soulèvement, parti de Pologne du Sud et de Galicie, est victime de son impréparation. Seule Cracovie se donne un gouvernement national, mais les troupes autrichiennes annexent la ville avec l’appui de la Russie, malgré l’opposition de Londres et de Paris.
- 22 décembre, Portugal : Saldanha remporte la bataille de Torres Vedras sur les rebelles de la Patuleia[48].

- Crise économique en Europe due aux mauvaises récoltes à la fin de l’année[62] (troubles agraires en Galicie et en Bohême). Famine de la pomme de terre, principalement en Irlande et dans les Highlands.

## Naissances en 1846
- 1er janvier : Léon Denis, philosophe spirite français († 12 avril 1927).
- 8 janvier : Albert Cahen, compositeur français († 27 février 1903).
- 9 janvier : Nicolas Sicard, peintre français († 1er janvier 1920).
- 12 janvier :
  - Louis Billot, cardinal jésuite français († 18 décembre 1931).
  - Pierre-Nicolas Euler, peintre français († 27 décembre 1915).
- 25 janvier : Joseph Blanc, peintre français († 5 juillet 1904).
- 28 janvier : Paul Philippoteaux, peintre français († 28 janvier 1923).
- 31 janvier : Numa Marzocchi de Bellucci, peintre français († 25 août 1930).

- 3 février : Henri Schoofs, homme politique belge († septembre 1899).
- 7 février :
  - Edith Blake, illustratrice et écrivaine botanique irlandaise († 18 avril 1926).
  - Vladimir Makovski, peintre russe († 21 février 1920).
- 14 février : Ernst Hasse, homme politique allemand († 12 janvier 1908).
- 22 février : Berthe Mouchette, peintre française († 20 juin 1928).
- 25 février :
  - Giuseppe De Nittis, peintre italien († 21 août 1884).
  - Ange Flégier, compositeur et peintre français († 8 octobre 1927).
- 26 février : Buffalo Bill (William Frederick Cody), figure mythique de la Conquête de l'Ouest américain († 10 janvier 1917).
- 28 février : Jamboul Jabayev, musicien et poète russe puis soviétique († 22 juin 1945).

- 1er mars :
  - Willem de Mol, compositeur belge († 7 septembre 1874).
  - Julien Gustave Gagliardini, peintre et graveur français († 28 novembre 1927).
  - Alfred Roll, peintre français († 27 octobre 1919).
- 3 mars : Émile Isenbart, peintre français († 21 mars 1921).
- 7 mars : Karl Verner, linguiste danois et découvreur de la loi phonétique du même nom († 5 novembre 1896).
- 19 mars : Franz Servais, compositeur et chef d’orchestre belge († 13 janvier 1901).

- 2 avril : Albert Périlhou, compositeur, organiste et pianiste français († 26 août 1936).
- 4 avril : Comte de Lautréamont (Isidore Ducasse), écrivain français († 24 novembre 1870).
- 6 avril : Henri Jean Turlin, peintre de fleurs et de paysages et aquafortiste français († ?).
- 18 avril : William A. Stone, homme politique américain († 1er mars 1920).
- 28 avril : Henri Guérard, peintre, graveur, lithographe et imprimeur français († 25 mars 1897).
- 30 avril : Karl Piutti, compositeur, organiste virtuose, professeur et critique musical allemand († 17 juin 1902).

- 1er mai : Jean-Joseph Weerts, peintre français d'origine belge († 28 septembre 1927).
- 5 mai :
  - Federico Chueca, compositeur espagnol, célèbre pour ses zarzuelas († 20 juillet 1908).
  - Henryk Sienkiewicz, écrivain polonais († 15 novembre 1916).
- 6 mai : Henri Paillard, graveur, illustrateur et peintre français († 26 novembre 1912).
- 9 mai : Nikolaï Soloviev, critique musical, compositeur et enseignant russe († 27 décembre 1916).
- 12 mai : Boutros Ghali, homme politique égyptien († 21 février 1910).
- 14 mai : Antonio Piccinni, peintre et graveur italien († 26 janvier 1920).
- 20 mai : Eugène Murer, peintre français († 22 avril 1906).
- 21 mai : Luc-Olivier Merson, peintre français († 13 novembre 1920).
- 24 mai : Léon Tanzi, peintre et illustrateur français († août 1913).
- 25 mai :
  - Arthur Coquard, compositeur et critique musical français († 20 août 1910).
  - Gustave Jacquet, peintre français († 1909).
- 26 mai : Eduard von Grützner, peintre allemand († 2 avril 1925).

- 2 juin :
  - August Font i Carreras, architecte espagnol († 6 mars 1924).
  - Émile Maillard, peintre français († 23 juillet 1926).
- 23 juin : Gaston Maspero, égyptologue français († 30 juin 1916).
- 24 juin :
  - René Billotte, peintre français († 1er novembre 1914).
  - Charles Maurice Cabart-Danneville, homme politique français († 24 juillet 1918).
- 29 juin : Francesco Gioli, peintre italien († 4 janvier 1922).

- 1er juillet : Eugène Vergez, peintre paysagiste et illustrateur français († 2 juillet 1925).
- 5 juillet :
  - Henri Brispot, peintre français († 1928).
  - Joseph B. Foraker, homme politique américain († 10 mai 1917).
- 12 juillet : Hermann Baisch, peintre et aquafortiste allemand († 18 juin 1894).
- 13 juillet : François Lafon, peintre français († 10 avril 1913).
- 17 juillet : Jean Renggli, peintre suisse († 16 août 1898).
- 19 juillet : Émile Petit, professeur de piano, organiste et compositeur français († 9 juin 1923).
- 26 juillet : Hermann von Kaulbach, peintre allemand († 9 décembre 1909).
- 27 juillet : Germain Détanger, peintre français († 25 janvier 1902).

- 6 août : Louis Lépine, avocat et homme politique français († 10 novembre 1933).
- 8 août : Édouard Vimont, peintre français († 12 février 1931).
- 10 août : Eugène Goblet d'Alviella, homme politique et professeur d'histoire des religions belge († 9 septembre 1925).
- 11 août : Fanny Fleury, peintre française († 4 février 1923).
- 17 août : Marie Jaëll, pianiste, compositrice et pédagogue française († 4 février 1925).
- 24 août :
  - Paul Rougnon, professeur de musique et compositeur français († 11 décembre 1934).
  - Antoine Taudou, violoniste et compositeur français († 6 juillet 1925).
- 28 août : Francis G. Newlands, homme politique américain († 24 décembre 1917).

- 3 septembre : Théodore Lack, pianiste et compositeur français († 25 novembre 1921).
- 15 septembre : Varlam Tcherkezichvili, activiste anarchiste et journaliste géorgien de nationalité russe († 18 août 1925).
- 23 septembre : François Brillaud, peintre français († 26 août 1916).
- 25 septembre : Ernest Wittmann, peintre, sculpteur et dessinateur français († 10 mai 1921).
- ? septembre : Augusto Alberici, peintre et collectionneur d'art italien († 1er janvier 1922).

- 1er octobre : John Lawrence, homme politique britannique († 22 août 1913).
- 10 octobre : Alexandre Gamba de Preydour, peintre français († 20 janvier 1933).
- 11 octobre :
  - Carlos Pellegrini, avocat et homme politique argentin († 17 juillet 1906).
  - Gamba de Preydour, peintre français († vers 1931).
- 23 octobre : Petrus Johannes Arendzen, graveur, dessinateur et peintre de portraits néerlandais († 15 décembre 1932).
- 28 octobre : Auguste Escoffier, chef cuisinier français († 12 février 1935).
- 29 octobre :
  - Aimé Perret, peintre français († 18 juin 1927).
  - Joseph Reichlen, peintre et dessinateur suisse († 9 août 1913).

- 3 novembre : Lajos Bruck, peintre hongrois († 3 décembre 1910).
- 4 novembre : Gaston Serpette, compositeur, chef d'orchestre et critique musical français († 4 novembre 1904).
- 6 novembre : Raoul Arus, peintre français († 6 mai 1921).
- 7 novembre : Ignaz Brüll, compositeur et pianiste autrichien († 17 septembre 1907).
- 10 novembre : Martin Wegelius, compositeur et pédagogue finlandais († 22 mars 1906).
- 13 novembre : Herbert Standing, acteur britannique († 5 décembre 1923).
- 17 novembre : Gustave Pessard, historien de Paris et compositeur († 26 août 1832).
- 30 novembre : Jean-André Rixens, peintre français († 21 février 1925).

- 2 décembre : Pierre Waldeck-Rousseau, homme politique français († 1904).
- 13 décembre : Nikolaï Iarochenko, peintre russe († 26 juin 1898).
- 15 décembre : Henri-Paul Motte, architecte et peintre français († 25 mars 1922).
- 18 décembre :
  - Honoré Cavaroc, peintre et photographe français († 1er février 1931).
  - Edmond Debon, peintre français († 2 mars 1922).
- 21 décembre :
  - Jules Bordier, pianiste, compositeur et chef d'orchestre français († 29 janvier 1896).
  - Lorenzo D. Lewelling, homme politique américain († 3 septembre 1900).
  - Elizabeth Potts, criminelle américaine († 20 juin 1890).
- 22 décembre : Andreas Hallén, compositeur, enseignant et chef d'orchestre suédois († 11 mars 1925).
- 29 décembre : Maurice Rollinat, écrivain français († 26 octobre 1903).

- Date précise inconnue :
  - Jules-Charles Choquet, peintre français († 1937).
  - Turhan Pacha Përmeti, homme d'État ottoman devenu Premier ministre de l'Albanie indépendante († 18 février 1927).
  - Serafino Ramazzotti, peintre et sculpteur italien († 1920).
  - Mirza Riza Khan, diplomate et militaire iranien († 1937).

## Décès en 1846
- 22 janvier : Louis-Pierre Baltard, architecte, graveur et peintre français (° 9 juillet 1764).
- 30 janvier : Giuseppe Diotti, peintre italien (° 1er mars 1779).
- ? janvier : Ignacio Núñez, homme politique, journaliste et historien espagnol puis argentin (° juillet 1792).

- 1er février : Francisco Soto, homme politique colombien (° 1789).
- 3 février : Joseph Weigl, compositeur et chef d'orchestre autrichien (° 28 mars 1766).

- 12 mars : Bonaventure Panet, homme politique canadien (° 27 juillet 1765).
- 15 mars :
  - Charles-Caïus Renoux, peintre et dessinateur français (° 1795).
  - Elisabeth von Adlerflycht, peintre allemande (° 23 septembre 1775).
- 17 mars : Friedrich Wilhelm Bessel, astronome et mathématicien allemand (° 22 juillet 1784).

- 16 avril : Domenico Dragonetti, contrebassiste et compositeur italien (° 7 avril 1763).

- 3 mai : Charles-Frédéric Kreubé, violoniste, chef d'orchestre et compositeur français (° 5 novembre 1777).

- 1er juin : Grégoire XVI, pape, né Bartolomeo Alberto Cappellari (° 8 septembre 1765).
- 6 juin : Adèle Romany, peintre française (° 7 décembre 1769).
- 12 juin : Jean-Baptiste Benoît Eyriès, géographe français (° 24 juin 1767).
- 24 juin : Mariano Egaña, juriste, philosophe et homme politique chilien (° 1er mars 1793).

- 24 juillet : Joseph Leopold Eybler, compositeur autrichien (° 8 février 1765).
- 25 juillet : Louis Bonaparte, prince français et roi de Hollande (° 2 septembre 1778).
- 30 juillet : Esprit-Aimé Libour, peintre d'histoire et portraitiste français (° 22 février 1784).

- 1er août : Pietro Maroncelli, musicien et écrivain italien (° 21 septembre 1795).
- 7 août : Johann Christian Heinrich Rinck, organiste, compositeur et pédagogue allemand (° 18 février 1770).
- 11 août : Bartolomé Montalvo, peintre espagnol (° 1769).
- 15 août : Sylvain Charles Valée, maréchal de France (° 17 décembre 1773).

- 20 septembre : Agathe Yi Kan-nan, laïque chrétienne coréenne (° vers 1813).

- 6 octobre : Robert von Langer, peintre allemand (° 9 mars 1783).
- 15 octobre : Bagyidaw, roi de Birmanie, (° 23 juillet 1784).
- 27 octobre : Louis de Ghaisne, comte de Bourmont, maréchal de France (° 2 septembre 1773).
- 28 octobre : Jean-François Hennequin, homme politique belge  (° 19 octobre 1772).
- 11 novembre : Jean-Charles-Nicolas Brachard, sculpteur français (° 1766).

- 9 novembre : Pierre-Étienne Alerme, danseur français (° 1er décembre 1784).
- 17 novembre : Tharrawaddy Min, roi de Birmanie (° 14 mars 1787).
- 24 novembre : Jakob Samuel Weibel, petit maître suisse, peintre et graveur (° 28 novembre 1771).
- 25 novembre : Giovan Battista Borghesi, peintre italien (° 25 novembre 1790).
- 29 novembre : Hammamizade İsmail Dede Efendi, compositeur turc (° 9 janvier 1778).

- 12 décembre : Charles-Alexandre Lesueur, naturaliste, artiste et explorateur français (° 1er janvier 1778).
- 19 décembre : Per Wickenberg, peintre suédois (° 1er octobre 1812).
- 21 décembre : Auguste Bouquet, peintre, lithographe, graveur et caricaturiste français (° 13 septembre 1810).
- 23 décembre : Pierre-Antoine Verwilghen, entrepreneur et homme politique belge (° 20 mai 1796).

- Date précise inconnue :
  - Johann David Hermann, pianiste et compositeur allemand (° vers 1760).
  - Mirza Abolhassan Khan Chirazi, diplomate persan (° 1776).
  - Vivica Strokirk, peintre suédoise (° 1792).